# Marianne Eriksson
Marianne Eriksson (n. 17 mai 1952, Brännkyrka parish⁠(d), Comitatul Stockholm, Suedia) este un om politic suedez, membru al Parlamentului European în perioada 1999-2004 din partea Suediei. 